# Naomi Broady
Naomi Broady (Stockport, 28 de fevereiro de 1990) é uma tenista profissional britânica, seu melhor ranking de N. 138 em simples pela WTA.

## Desempenho nas simples em grand Slams

### Simples
| Torneio          | 2008 | 2009 | 2010 | 2011 | 2012 | 2013 | 2014 | 2015 | V-D |
| ---------------- | ---- | ---- | ---- | ---- | ---- | ---- | ---- | ---- | --- |
| Grand Slam       |      |      |      |      |      |      |      |      |     |
| Australian Open  | A    | A    | A    | A    | Q2   | A    | A    | Q1   | 0–0 |
| Aberto da França | A    | A    | A    | A    | Q1   | A    | A    | Q2   | 0–0 |
| Wimbledon        | Q1   | Q1   | Q1   | 1R   | 1R   | Q2   | 2R   | 1R   | 1–4 |
| US Open          | A    | A    | A    | Q3   | Q1   | A    | Q1   | —    | 0–0 |
| Total V-D        | 0–0  | 0–0  | 0–0  | 0–1  | 0–1  | 0–0  | 1–1  | 0–1  | 1–4 |